# Milo (Trapani)
Milo è una frazione del comune di Trapani. Dista 4 chilometri dal capoluogo in direzione sud-est, alle falde del monte Erice.

## Storia
Fu sede di un importante aeroporto militare durante la Seconda guerra mondiale, chiamato Aeroporto militare di Trapani-Milo, utilizzato sia per il trasporto di uomini e mezzi, che per la protezione dei convogli, ma anche base di "caccia".
Oggi, sul terreno e nei locali del vecchio aeroporto militare, un territorio di oltre 90 ettari alla periferia della città, sorge (installata nel 1975) la "Base di lancio palloni stratosferici" dell'Agenzia spaziale italiana, intitolata nel luglio 2001 a  “Luigi Broglio”. È una delle poche strutture al mondo in grado di gestire palloni per lanci transmediterranei (verso la Spagna) e transatlantici (cancellati nel 1977), fondamentali per le ricerche astrofisiche e astronomiche. 
Di recente è stata utilizzata anche per il lancio di velivoli non pilotati.